# Угорский, Анатолий Зальманович
Анато́лий За́льманович Уго́рский (нем. Anatol Ugorski; 28 сентября 1942, Рубцовск — 5 сентября 2023, Лемго) — советский и немецкий пианист, музыкальный педагог.

## Биография
Родился в 1942 году в еврейской семье в Рубцовске, где находились в эвакуации его родители; четвёртый из пяти детей. В 1945 году семья вернулась в Ленинград, где он начал обучаться игре на ксилофоне. С шестилетнего возраста учился в средней специальной музыкальной школе при Ленинградской консерватории, которую окончил в 1960 году.
Окончил Ленинградскую консерваторию по классу фортепиано Надежды Голубовской (1965), до 1968 года занимался в аспирантуре у неё же. Уже в консерватории отдавал предпочтение музыкальному авангарду: Берг (Концерт для фортепиано и 13 духовых инструментов), Мессиан («Экзотические птицы», «Каталог птиц»), Булез, вместе с женой Майей Элик (выполнившей русский перевод) осуществил постановку «Пьеро Лунер» («Лунный Пьеро») Шёнберга. В 1968 году занял третье место на Международном конкурсе пианистов имени Джордже Энеску. После окончания консерватории на протяжении десяти лет работал концертмейстером хора юных пионеров.
В 1982 году начал преподавать в Ленинградской консерватории, откуда в 1988 году был уволен «за нарушение профессиональной этики». В 1986—1988 годах дал серию концертов в Малом и Большом залах Ленинградской филармонии. В программу Угорского входил также Куперен («Карнавал великой и древней скоморошны»), сонаты Скарлатти, выступал и как клавесинист. В 1976 году фирмой «Мелодия» была выпущена долгоиграющая пластинка сонат Баха для виолончели в переложении для альта (Юрий Крамаров) и клавесина (Анатолий Угорский). В том же году вышла соната ре минор для виолончели и фортепиано Дмитрия Шостаковича (Борис Пергаменщиков, виолончель; Анатолий Угорский, фортепиано), а в 1983 году — грампластинка с записью партиты для фортепиано фа минор (1947) Георгия Свиридова. Соната № 3 для фортепиано Рейна Лаула в исполнении А. Угорского вошла в пластинку «Композиторы Ленинграда» (1981). Был первым исполнителем сонаты Ореста Евлахова, 6 концертных пьес Владимира Цытовича, прелюдий Галины Уствольской, в 1960-х годах выступал в фортепианном дуэте с Габриэлем (Габи) Тальрозе.

## Эмиграция  в Германию
В 1990 году семья эмигрировала в Германию и поселилась в Детмольде. В 1991 году при содействии Айрин Диш Угорский записал свой первый альбом Вариаций на тему Диабелли Бетховена для звукозаписывающей фирмы Deutsche Grammophon, с которой заключил эксклюзивный контракт. Выпустил альбомы произведений Бетховена, Мусоргского, Стравинского, Шуберта, Шумана, Мессиана (3 диска), Брамса (2018), все сонаты Скрябина (сонаты 1—10 — Avi Music, 2010; сонаты 2,3,5,9 — Deutsche Grammophon, 2018, запись 2000 года), Фортепианный квинтет Шостаковича (Oehms, 2015). Запись Концерта для фортепиано с оркестром Скрябина в сопровождении Чикагского симфонического оркестра (дирижёр Пьер Булез, 1999) была в 2000 году номинирована на премию «Грэмми».
В 1992 году, в возрасте пятидесяти лет, начал профессиональную гастрольную деятельность. Выступал с сольными концертами, а также с Симфоническим оркестром Кёльнского радио, Чешским филармоническим оркестром, Королевским оркестром Консертгебау, Оркестром Парижа, Чикагским симфоническим оркестром. Вместе с дочерью Диной Угорской записал концерты для двух фортепиано Баха, Моцарта и Шостаковича. Известен неординарными и эксцентричными интерпретациями классического фортепианного репертуара.
До 2007 года был профессором Детмольдской высшей школы музыки. Входил в состав жюри Международного музыкального конкурса ARD.
Коллекция из тринадцати альбомов «Anatol Ugorski: Complete Recordings on Deutsche Grammophone» была издана в 2018 году вместе с переизданием этой компанией отдельных записей пианиста (в коллекцию вошли три альбома «Каталога птиц» и «Славка садовая» Мессиана).

## Семья
- Родители — Зальман Шмуйлович (Зиновий Наумович) Угорский (1905—1961)[14], уроженец местечка Пуховичи Игуменского уезда Минской губернии, и Хая-Тойбе Фишелевна (Татьяна Фадеевна) Угорская (урождённая Нисенбаум, 1905—1969)[15], экономист, родом из Бобруйска[16].
- Жена — Майя Аврамовна (Авраамовна) Элик (1933, Прага — 2012, Детмольд), музыковед, либреттист[17]; выпускница музыкальной школы в Бельцах и Ленинградской консерватории[18], автор работ о творчестве Георгия Свиридова и составитель сборников его произведений.
  - Дочь — Дина Угорская (1973—2019), пианистка; её муж — литературовед Илья Кукуй[19][20].
- Брат — Владимир Зиновьевич (Зальманович) Угорский (1924—2016)[21], актёр Ленинградского театра музыкальной комедии, участник Великой Отечественной войны (инвалид войны)[22]. Его сын — флейтист Валерий Угорский, внук — американский скрипач Евгений (Юджин) Угорский (род. 1989).

## Публикации
- Орест Евлахов (1912—1973). Концерт № 2 для фортепиано с оркестром: Соч. 40. Сочинение окончено А. П. Петровым / Переложение для 2-х фортепиано А. Угорского. — Л.—М.: Советский композитор, 1978. — 64 с.